# 德米特罗·亚罗什
德米特罗·阿纳托利約维奇·亚罗什（羅馬化：Dmytro Anatoliiovych Yarosh；1971年9月30日—），烏克蘭政治活動家、政治家及軍事人物。他在2013年至2015年期間是右翼民兵組織右區的領導人。2014年，他當選乌克兰最高拉达的第八屆議員。2015年，他退出了右區，擔任烏克蘭武裝部隊總參謀長维克托·穆任科顧問。2021年起，任烏克蘭武裝部隊總司令瓦列里·扎盧日內的顧問。
2014年3月，他被俄羅斯以「公開呼籲極端主義和公開呼籲恐怖主義」的罪名提起刑事訴訟。2015年7月25日，應俄羅斯的要求，他被國際刑警組織列入全球通緝名單，但自2016年1月2日起被刪除。